# Willem van Drunen
Willem van Drunen (Schwäbisch Gmünd, 1947) is een Nederlands beeldend kunstenaar, werkzaam als wandschilder en beeldhouwer. Hij is vooral bekend door zijn samenwerking met Cor Kraat en Hans Citroen in Kunst en Vaarwerk.
Van Drunen is geboren in de plaats Schwäbisch Gmünd in de Duitse deelstaat Baden-Württemberg. Hij volgende de Academie voor Beeldende Kunst te Rotterdam, en vestigde zich daarna als beeldend kunstenaar in Rotterdam.
Van Drunen kreeg enige bekendheid door zijn werk voor het theater De Lantaren. Zo zorgde hij in 1976 met Bob van Persie, Hans Citroen, en Henk Tas voor de versiering van het derde Science Fiction festival aldaar. Het jaar erop versterkte Cor Kraat de groep vormgevers voor het Ongelukkige Liefde Festival, bedacht door Rommert Boonstra. Uit deze eerste samenwerking van de drie is Kunst & Vaarwerk ontstaan, die in 1978 van start ging.
Van Drunen was al eerder bezig met buitenkunst. Zo had hij in 1976/77 met Henk Tas gewerkt aan een opdracht voor de deelgemeente Charlois, Rotterdam-Zuid om "de eentonige grauwheid van het metroviaduct tussen de stations Maashaven en Zuidplein" te doorbreken. Het resulteerde erin dat een pilaar van het metroviaduct als een pot sanseveria's werd geverfd. Later met Kunst & Vaarwerk kwamen ze nog met andere ideeën zoals de reusachtige opgerolde krant, en de polaroid om de zuilen van het metroviaduct aan te kleden.
Tijdens en na het opbreken van Kunst en Vaarwerk in 1992, bleef Van Drunen actief met zijn eigen werk. Zo ontwierp hij in in de jaren 80 een omslag voor het boek U allen de ballen, van Frans Vogel. Samen met Hubert-Jan Henket en Jos Looise ontwierp hij in 1996 het interieur voor het Maaspodium aan de St. Jobsweg.
- RKD-Nederlands Instituut voor Kunstgeschiedenis: 24366